# Indiumphosphat
Indiumphosphat ist eine anorganische chemische Verbindung des Indiums aus der Gruppe der Phosphate.

## Gewinnung und Darstellung
Indiumphosphat kann durch Reaktion von Indium(III)-chlorid mit Phosphorsäure gewonnen werden.
{\displaystyle {\ce {InCl3 + H3PO4 -> InPO4 + 3 HCl}}}
Das Dihydrat kann durch Reaktion von Indium(III)-hydroxid mit Phosphorsäure in Wasser in Gegenwart von Flusssäure und Chinuclidin gewonnen werden.
Allgemein bilden Indiumsalze mit sauren und neutralen wasserlöslichen Phosphaten in neutraler oder schwach saurer Lösung Niederschläge von Indiumphosphat.

## Eigenschaften
Indiumphosphat ist ein weißer Feststoff, der praktisch unlöslich in Wasser ist. Er besitzt eine orthorhombische Kristallstruktur mit der Raumgruppe Cmcm (Raumgruppen-Nr. 63). Bei einem Druck von über 12 GPa wandelt sich diese in eine tetragonale Kristallstruktur um.
Das Dihydrat hat eine monokline Kristallstruktur mit der Raumgruppe P21/n (Raumgruppen-Nr. 14, Stellung 2), wobei auch eine orthorhombische Form mit der Raumgruppe Pbca (Raumgruppen-Nr. 61) bekannt ist.
Daneben ist auch ein Monohydrat bekannt, das eine trikline Kristallstruktur besitzt und sich im Temperaturbereich zwischen 370 und 480 °C ins Anhydrat umwandelt.

## Verwendung
Indiumphosphat wird in der Elektronikindustrie verwendet.